# Buenos días, Isabel
Buenos días, Isabel es una telenovela venezolana realizada en el año de 1980 por la cadena Venevisión. Original de la escritora cubana Delia Fiallo y protagonizada por Flor Núñez y José Bardina.

## Trama
Isabel es esa clase de secretaria con el que todo ejecutivo sueña: eficiente, inteligente, dedicada y confiable. Pero como mujer, Isabel deja mucho que desear, es gris, monótona e insignificante. Esa timidez que derivaba en un trastorno de personalidad era debido a la influencia de Lucrecia, una madre dominante y sobreprotectora, que por mero fanatismo religioso hizo que su hija Isabel creciera con una autoestima muy baja y un desinterés por verse atractiva para los hombres. 
Para su jefe José Manuel, un exitoso y apuesto empresario, Isabel es solo una empleada, que aunque indispensable, es solo una empleada y nada más. José Manuel había enviudado joven y criaba a su pequeña hija María Jesús con la ayuda de la madre de su difunta esposa, quien no veía con buenos ojos que él se relacionara con otras mujeres ya que pensaba que él debía rendir devoción a la memoria de su hija, pero pese a su actitud, debía soportar la presencia de Ligia, la novia de José Manuel, una mujer tan bella como frívola. 
En la inmensa lealtad de Isabel para José Manuel, se ocultaba un profundo amor, y por eso verlo feliz era su único objetivo en la vida. José Manuel era feliz, se sentía pleno al lado de Ligia, y ella aunque lo amaba lo encontraba aburrido y esa situación hace que caiga en los brazos del mejor amigo de su novio; cuando José Manuel descubre esa traición se siente devastado, Ligia y su amante se ven obligados a huir ante el temor de una represalia por parte de José Manuel. 
Él está sumido en una depresión, e Isabel triste de verlo así trata de consolarlo, es en esos instantes cuando José Manuel comprende que su mustia secretaria, a la que apenas saludaba con un Buenos días, Isabel, estaba enamorada de él, eso lo hace tomar la equivocada decisión de proponerle matrimonio, pero no movido por el amor sino para mitigar el despecho que le dejó Ligia. Isabel accede gustosa, en el fondo guarda la esperanza de que José Manuel la ame, y eso la hace revelarse a su madre y casarse. 
José Manuel se casa con Isabel, en medio de una borrachera la hace suya, pero al día siguiente la desprecia; Isabel destrozada huye de su lado, va en busca de su madre y esta la atormenta, pero ya Isabel no es la misma mujer débil y eso Doña Lucrecia no puede soportarlo, cae enferma y muere. 
Isabel aconsejada por una amiga, decide emprender un viaje. José Manuel ha comenzado a extrañarla y arrepentido decide buscarla, pero no la encuentra, su pesar va en amento pues se da cuenta de que esa gris secretaria significaba algo más para él de lo que pensaba y que Isabel con su belleza interior y la pureza de su alma se había ganado su amor. Ligia vuelve dispuesta a reconquistar a José Manuel, pero este la rechaza porque no la ama y está esperando a su esposa Isabel. 
Cuando Isabel regresa de su viaje todos quedan impactados, ella es prácticamente una nueva mujer, muy bien arreglada y vestida, luciendo bellísima. Isabel no está dispuesta a perdonar a José Manuel, pero al cabo de un tiempo se da cuenta de que él la ama verdaderamente y quiere hacerla inmensamente feliz.

## Elenco
- Flor Núñez - Isabel
- José Bardina † - José Manuel
- Diego Acuña
- Enrique Alzugaray † - Chendo
- Mario Brito †
- Luis Colmenares - Benjamín
- Reneé de Pallás † - Zoila
- Chela D'Gar †
- Miguel David Díaz
- Alexis Escámez
- Elisa Escámez - Aliria
- Elba Escobar - Dra. Maritza
- Manuel Escolano
- Juan Frankis † - Domingo
- Yalitza Hernández- María Jesús
- Pierangeli Llinas
- Félix Loreto- Argenis
- Esperanza Magaz † - Coromoto
- Dalia Marino
- Herminia Martínez † - Ligia
- Eva Moreno †
- Miriam Ochoa - Fernanda
- Carmencita Padrón - Nati
- Tony Rodríguez - Efrain
- Augusto Romero - Eduardito
- Chumico Romero
- Betty Ruth - Lucrecia
- Egnis Santos
- Franklin Virgüez - Marcelo

## Datos
- Buenos días, Isabel fue una telenovela basada en otra similar de la misma Delia Fiallo titulada Lisa, mi amor (1970), aunque en esta ocasión Fiallo debió concentrar la historia en apenas 60 capítulos ya que, para la época de su realización, el gobierno de Venezuela había estipulado mediante un artículo del llamado Decreto 620 (el cual regulaba las transmisiones televisivas a color en ese país) que todas las telenovelas -tanto venezolanas como extranjeras- debían tener una duración máxima de 60 capítulos o, en su defecto, 3 meses continuos de transmisión y, además, Fiallo la enriqueció con nuevos personajes y subtramas, por lo que esta versión terminó superando con creces a la original.

- La telenovela marcó el lanzamiento protagónico de Flor Núñez, quien venía destacando en papeles secundarios, y Delia Fiallo vio en ella la actriz ideal para encarnar a Isabel y no se equivocó, ya que Flor Núñez brindó una actuación inolvidable y, además, esta telenovela triunfó rotundamente en las noches en Venezuela.

## Versiones
- La versión más conocida es Inés Duarte, secretaria, producida por Venevisión en 1991, protagonizada por Amanda Gutiérrez y Víctor Cámara.[2][3]
- La cadena mexicana, TV Azteca, hizo una versión de esta telenovela en 2008 bajo el nombre de Secretos del alma protagonizada por Ivonne Montero y Humberto Zurita.

- La cadena Venevisión realiza una nueva versión en el 2014 el cual nombre de la Novela seria Amor Secreto, protagonizada por Miguel de León y la actriz colombiana Alejandra Sandoval, en formato de Alta definición.[4]